# Henri Alphonse Barnoin
Henri Alphonse Barnoin (Parigi, 7 luglio 1882 – Parigi, 1935) è stato un pittore francese.

## Biografia
Figlio d'arte, frequentò la Scuola delle Belle arti di Parigi, dove fu allievo inizialmente di Luc-Olivier Merson (1846–1920), e successivamente di Émile Charles Dameron (1848–1908). 
Fu proprio grazie all'influenza di quest'ultimo, maggiormente significativa sul suo stile artistico, che Barnoin si accostò all'impressionismo.
Nel 1909 espose le proprie opere nel Salon di Parigi vincendo un riconoscimento, cui seguirono altri nel 1921 (medaglia d'argento) e nel 1935 (medaglia d'oro).
Viaggiò molto, visitando in particolare la Bretagna di cui ritrasse paesaggi e marine, al pari del pittore Alfred Marzin a lui contemporaneo; dal 1919, si stabilì per una parte dell'anno a Concarneau, dove gestiva un negozio sul quai Pénéroff. Da tale punto privilegiato, Barnoin poteva vedere l'animazione del porto, che ritrasse in numerose tele, grazie alle quali entrò del "gruppo di Concarneau". Del gruppo, tra la fine del XIX secolo e l'inizio del XX secolo, fecero parte molti altri pittori non soltanto francesi, attratti dalla città e dalla regione circostante.
Le Faouët (in lingua bretone: Ar Faoued), con i suoi mercati e la sua grande piazza, fu una delle tappe preferite di Barnoin, ed il luogo in cui ritrovò l'amico pittore Arthur Midy, che vi si era trasferito.
Nel 1933 il quadro La cappella Saint-Fiacre di Le Faouët gli valse il premio dell'Associazione dei Paesaggisti francesi. Attualmente il museo di Le Faouët espone una decina delle sue tele.
Sempre in Bretagna visitò i porti sulla costa atlantica, ritraendo paesaggi a Quimperlé, Quimper, Locronan, Penmarc'h, Douarnenez, Auray.
Si spense nel 1935, ma, a testimonianza del fatto che della sua vita sono disponibili scarse notizie, perfino l'anno di morte è controverso.

## L'arte di Barnoin
Con i pastelli ricreò gli effetti di luce dell'alba e del tramonto, tanto che talvolta viene qualificato come pittore post-impressionista.
Oltre a porti, strade e mercati, ritrasse anche coste rocciose e spesso popolò i suoi quadri di figure umane: in particolare gruppi di bretoni in abito tradizionale, pescatori e processioni.
Nel 1926 venne insignito del titolo di Peintre de la Marine.
Nel 2006 il Museo di Le Faouët gli dedicò una mostra durante la quale venne esposto un centinaio delle sue opere.
La sua popolarità e la richiesta delle sue opere crebbero notevolmente tra la fine del XX secolo e l'inizio del XXI secolo, ed attualmente Barnoin è considerato uno degli artisti di pittura bretone più quotati nelle aste pubbliche.

## Opere principali
- La promenade en barque

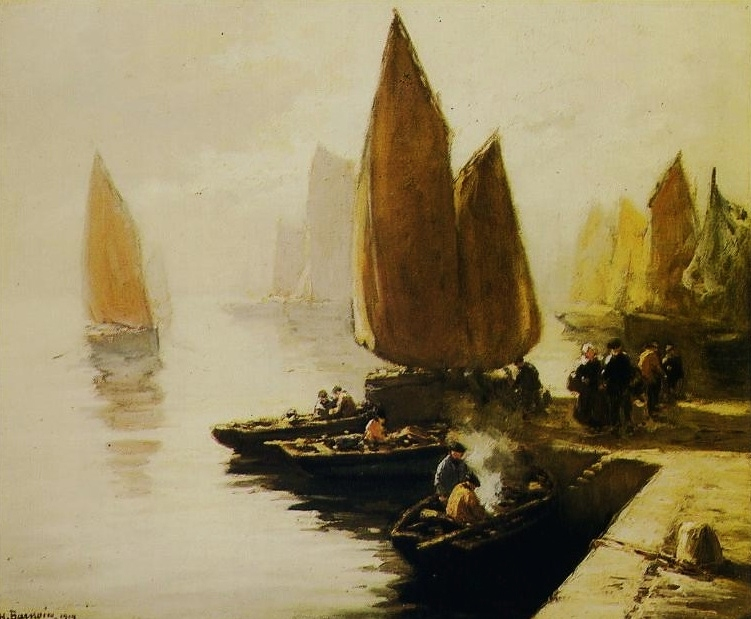
Pescherecci a Concarneau

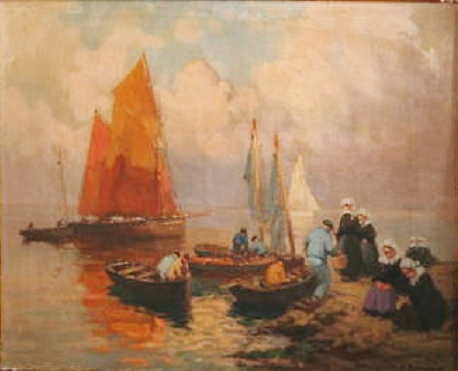
Il ritorno dalla pesca

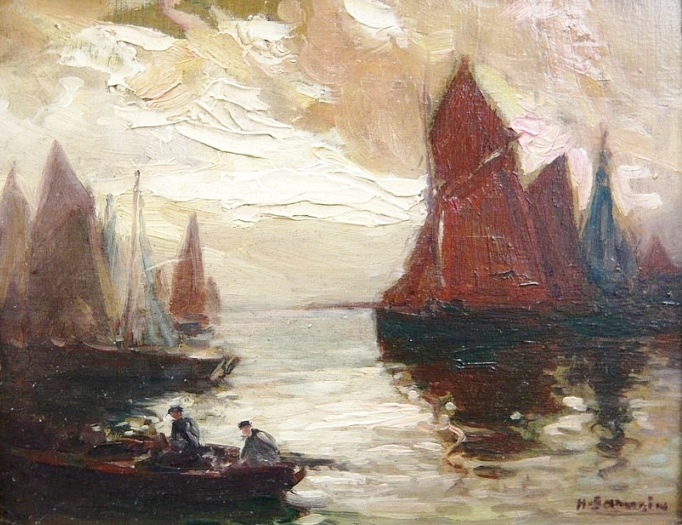
Il porto

- Vue du quai Saint-Michel et de Notre-Dame[3]
- Les quais à Paris[4]
- Port Saint-Nicolas, bords de Seine : sur un quai le long de la Seine[5]
- La place Maubert à Paris
- Retour de pêche en Bretagne (1911)[6]
- Le Pardon de Saint-Fiacre (au Faouët)
- Débarquement de la pêche au Passage-Lanriec (Concarneau)
- Marché à Concarneau
- Jour de marché devant la ville close (Concarneau)
- Marché en Bretagne[7]
- Ruelle animée dans le midi[8]
- Entrée du port de Concarneau[9]
- Retour de pêche à Concarneau[10]
- Retour de pêche à Concarneau[11]
- Retour de pêche à Concarneau[12]
- Bateaux de pêche dans le port de Concarneau (1919)[13]
- Le port de Concarneau[14]
- L'arrière-bassin de Concarneau[15]
- Filets bleus, soleil couchant[16]
- Thoniers et chaloupe au port
- Thoniers à Concarneau
- Goélettes à quai
- Bateaux au soleil couchant[17]
- Scène de port[18]
- La Fontaine de Sainte-Barbe
- Petite rue (1923)[19]
- Lavandières au pied du pont de Quimperlé[20]
- Marché à Quimperlé[21]
- Jour de marché à Quimperlé
- Vue de Quimperlé, la Laïta
- Marché aux étoffes[22]
- Jour de marché au pied de la cathédrale de Quimper
- Le Steir à Quimper[23]
- Jour de marché au Faouët
- Rivière d'Auray[24]
- Le port de Saint-Goustan (Auray)[25]
- Sortie de messe à Locronan[26]
- Départ de la procession, place de l'église, à Locronan[27]
- Ramassage du goémon, Concarneau[28]
- Village en bord de mer, bretonne sur le chemin[4]
- Le cirque près de la chapelle de Penmarc'h[29]
- Le Pardon à Notre-Dame-de-la-Joie (Penmarc'h)
- La Tour carrée Saint-Guénolé[30]
- Marine, Douarnenez[4]
- Douarnenez, le port
- Les bords de l'Aulne animés[31]
- Animation rue Kereon à Quimper

## Galleria d'immagini

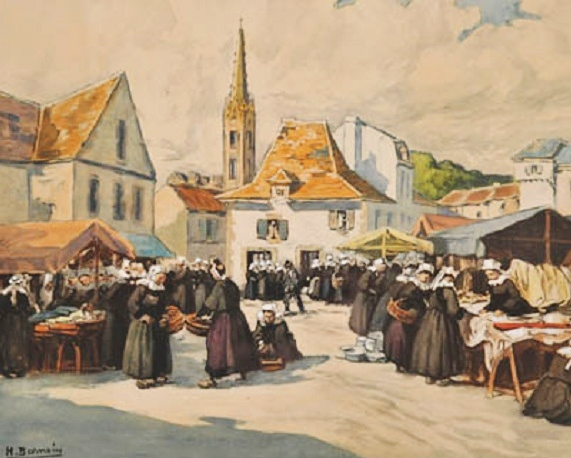
Mercato delle stoffe
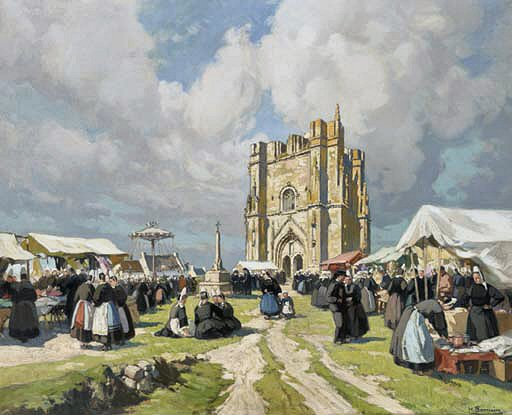
Mercato bretone
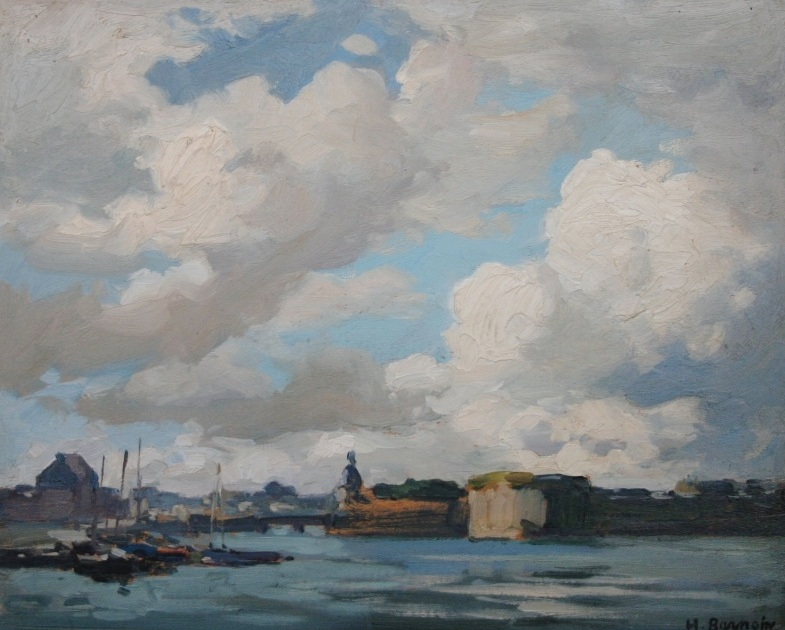
Il porto di Concarneau
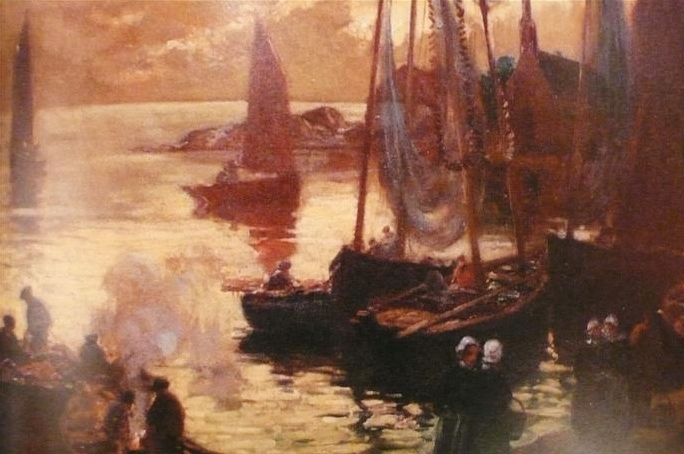
Barche al tramonto
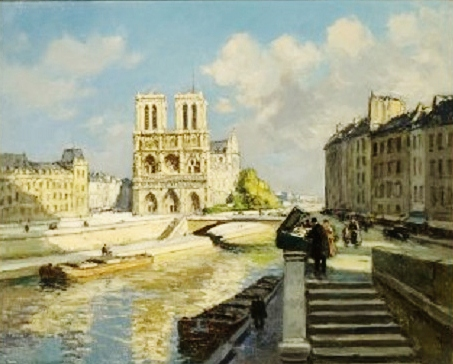
Veduta di Notre Dame dalla banchina Saint Michel

## Collegamenti esterni

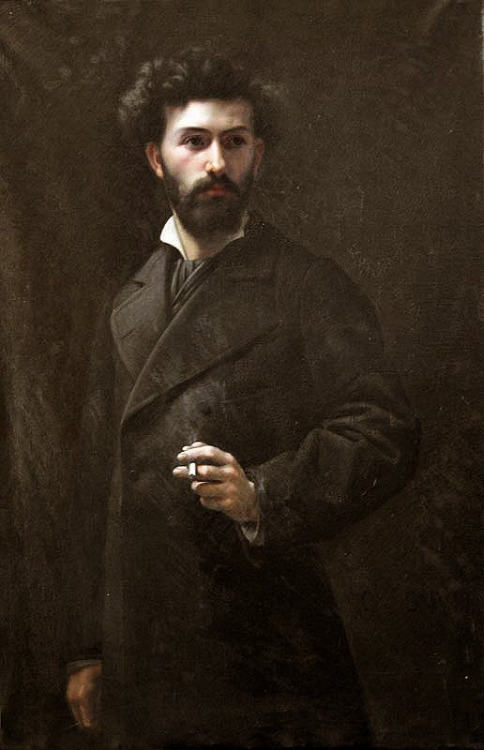
Henri Alphonse Barnoin